# Colomascirtus larinopygion
Espèce
Statut de conservation UICN

 NT  : Quasi menacé
Synonymes
- Hyla larinopygion Duellman, 1973
- Hyloscirtus larinopygion Faivovich, Haddad, Garcia, Frost, Campbell, and Wheeler, 2005

Colomascirtus larinopygion est une espèce d'amphibiens de la famille des Hylidae.

## Répartition
Cette espèce se rencontre entre 1 950 et 3 100 m d'altitude dans les Andes :
- en Colombie dans les départements de Risaralda, de Valle del Cauca, de Quindío et de Tolima ;
- en Équateur dans les provinces de Carchi et d'Imbabura.

## Publication originale
- Duellman, 1973 : Descriptions of New Hylid Frogs from Colombia and Ecuador. Herpetologica, vol. 29, no 3, p. 219-227.